# Ballinlough
Ballinlough (iriska: Baile an Locha) är en ort i republiken Irland.   Den ligger i grevskapet Roscommon och provinsen Connacht, i den nordvästra delen av landet, 160 km väster om huvudstaden Dublin. Ballinlough ligger 83 meter över havet och antalet invånare är 300.
Terrängen runt Ballinlough är platt, och sluttar österut. Runt Ballinlough är det glesbefolkat, med 20 invånare per kvadratkilometer. Närmaste större samhälle är Castlerea, 9,5 km öster om Ballinlough. Trakten runt Ballinlough består i huvudsak av gräsmarker.